# ROCK PIT
『ROCK PIT』（ロックピット）は、日本のロックバンド・HIGH and MIGHTY COLORの通算4枚目のアルバム。

## 解説
- 本作のコンセプトは、｢ショーを観ているかのような感じ｣。全曲メンバー全員がプロデュースした作品である。シングル曲はすべてアレンジバージョンになっている。
- 初回限定盤には、レコーディング映像や、タイトルミーティングの映像などが収録されたDVDが付いてくる。
- 「Dreams」は、ベストアルバム『10 COLOR SINGLES』に収録されているためか、本作には収録されなかった。

## 収録曲
CD
| 全編曲: HIGH and MIGHTY COLOR（※特記以外）。 |                                          |                    |                       |       |
| #                                            | タイトル                                 | 作詞               | 作曲                  | 時間  |
| 1.                                           | 「Amazing -Prelude of ROCK PIT-」        | マーキー・ユウスケ | SASSY                 | 4:27  |
| 2.                                           | 「Break now!」                           | ユウスケ           | カズト                | 2:50  |
| 3.                                           | 「TOXIC」                                | ユウスケ           | SASSY                 | 3:52  |
| 4.                                           | 「フラッシュバック -digital grain mix-」 | マーキー・ユウスケ | MEG                   | 4:40  |
| 5.                                           | 「HINATA」                               | ユウスケ           | ユウスケ・MEG         | 4:37  |
| 6.                                           | 「EARTH」                                | マーキー・ユースケ | MEG                   | 4:48  |
| 7.                                           | 「＊SKIT＊」                             | ユウスケ           | MEG                   | 1:30  |
| 8.                                           | 「ギャンブリング」                       | マーキー・ユースケ | SASSY・MEG            | 2:38  |
| 9.                                           | 「メキメキ」                             | ユウスケ           | HIGH and MIGHTY COLOR | 3:23  |
| 10.                                          | 「ZERO SYMPATHY」                        | mACKAz             | mACKAz                | 2:40  |
| 11.                                          | 「ROSIER」(※編曲: LUNA SEA)              | LUNA SEA           | LUNA SEA              | 4:42  |
| 12.                                          | 「東京ナイト」                           | マーキー・ユースケ | SASSY                 | 4:24  |
| 13.                                          | 「手紙」                                 | ユウスケ・SASSY    | SASSY                 | 4:41  |
| 14.                                          | 「木漏レビノ歌 -ROCK PIT ver.-」         | マーキー・ユースケ | ユウスケ              | 3:42  |
| 合計時間:                                    | 合計時間:                                | 合計時間:          | 合計時間:             | 52:54 |

DVD
| #  | タイトル                          | 作詞 | 作曲・編曲 |
| -- | --------------------------------- | ---- | ---------- |
| 1. | 「Title Meeting 1」               |      |            |
| 2. | 「Instrumental Tracks Recording」 |      |            |
| 3. | 「Vox Recording」                 |      |            |
| 4. | 「Title Meeting 2」               |      |            |

### 楽曲解説
1. Amazing -Prelude of ROCK PIT-
11thシングル。
TBS系『ニューイヤー駅伝』テーマソング。
最初のオルゴール部分が、シングルで12秒であるのに対し、ピアノが追加され57秒と長くなっている。
2. Break now!
ユウスケリードの曲。
3. TOXIC
コーエー『無双OROCHI 魔王再臨』TVCFソング。
SASSY曰く「ほとんどバンド音楽でできている曲」。
4. フラッシュバック -digital grain mix-
12thシングルのリミックス。
テレビ東京系アニメ『獣神演武』スペシャルテーマ。
5. HINATA
タイトルはユウスケの甥の名前から来ており、歌詞もその甥にあてた歌詞になっている。
6. EARTH
歌詞のテーマは、「エコ」となっている。だが、MEGが作曲した時の仮タイトルは、「世界征服」であった。
7. ＊SKIT＊
元々は、SEとして存在していた曲。
タイトル通り、ハイカラ史上最も短い曲。打ち込みを重視している。
インスト曲「G∞VER」以来2度目のユウスケのソロ曲である。
8. ギャンブリング
9. メキメキ
アップテンポであり、ライブではメンバーと観客で、ダンスが行われる。
10. ZERO SYMPATHY
最初は、ベーシストのmACKAzがスラップをやりたいがために作られた曲。曲の最初に、ボーカル2人の台詞が入っている。コンセプトは、｢よくいる勘違い男の恋愛｣。
11. ROSIER
LUNA SEAの同名曲のカバー。トリビュートアルバム『LUNA SEA MEMORIAL COVER ALBUM -Re:birth-』に収録。
12. 東京ナイト
マーキーが「一番好きな曲」と口語している。
13. 手紙
歌詞はSASSYが中学2年時に亡くした父親に宛てた手紙を歌詞にしており、それにユウスケが少しアレンジを加えたもの。またSASSYが父親に届けたい曲と語っている。
14. 木漏レビノ歌 -ROCK PIT ver.-
12thシングルのアルバムバージョン。
テレビ東京系アニメ『獣神演武』エンディングテーマ。